# Año Nuevo
Año Nuevo  est une petite île située sur la côte de l'État de Californie, au large d'Año Nuevo Point, à 74 km de San Francisco. Elle se trouve en San Francisco et Santa Cruz.

## Zone protégée
L'île est gérée par l'University of California Natural Reserve System (en). Son accès est réservée aux membres des équipes de recherche agréées et fermée au public.
C'est un important site de reproduction pour l'Éléphant de mer du nord et le lion de mer de Steller en danger d'extinction, ainsi que pour plusieurs espèces d'oiseaux de mer, y compris le cormoran de Brandt, le macareux rhinocéros et le goéland d'Audubon. En raison du grand nombre de phoques et d'otaries, le grand requin blanc est souvent vu en train de visiter les eaux de l'île. C'est un territoire protégé dans le cadre de la Réserve d'État d'Año Nuevo .
L'Año Nuevo State Marine Conservation Area (en) et le Greyhound Rock State Marine Conservation Area (en) sont deux zones marines protégées adjacentes au parc d'État d'Año Nuevo.

## La station de signalisation maritimre
Le phare d'Año Nuevo a été construit en 1872 par l'US Coast Guard. Il a fonctionné jusqu'en 1948.
L'île a quelques bâtiments abandonnés construits à la fin du 19e siècle. Une maison d'habitation et une station de corne de brume sont toutes abandonnées. La tour du phare d'origine a été délibérément renversée au début de la première décennie du 21e siècle, car elle commençait à se détériorer et devenait un danger pour la faune résidente. Certains des bâtiments restants sont utilisés comme installations des équipes de recherche.
|                          |
| Año Nuevo (vue aérienne) |

|                      |
| Bâtiments abandonnés |